# 17. ceremonia wręczenia Satelitów
17. ceremonia wręczenia Satelitów za rok 2012, odbyła się 16 grudnia 2012 roku w Los Angeles. Nominacje do tej nagrody zostały ogłoszone przez IPA.

## Laureaci i nominowani
Laureaci nagród wyróżnieni są wytłuszczeniem

### Produkcje kinowe

#### Najlepszy film
- Poradnik pozytywnego myślenia
  - Bestie z południowych krain
  - Les Misérables. Nędznicy
  - Operacja Argo
  - Sesje
  - Lincoln
  - Życie Pi
  - Skyfall
  - Kochankowie z Księżyca
  - Wróg nr 1

#### Najlepsza aktorka w filmie fabularnym
- Jennifer Lawrence − Poradnik pozytywnego myślenia
  - Émilie Dequenne − Nasze dzieci
  - Keira Knightley − Anna Karenina
  - Emmanuelle Riva − Miłość
  - Laura Birn − Oczyszczenie
  - Laura Linney − Weekend z królem
  - Jessica Chastain − Wróg nr 1

#### Najlepszy aktor w filmie fabularnym
- Bradley Cooper − Poradnik pozytywnego myślenia
  - John Hawkes − Sesje
  - Hugh Jackman − Les Misérables. Nędznicy
  - Omar Sy − Nietykalni
  - Joaquin Phoenix − Mistrz
  - Denzel Washington − Lot
  - Daniel Day-Lewis − Lincoln

#### Najlepsza aktorka w roli drugoplanowej
- Anne Hathaway − Les Misérables. Nędznicy
  - Amy Adams − Mistrz
  - Hélène Florent − Café de Flore
  - Helen Hunt − Sesje
  - Judi Dench − Skyfall
  - Samantha Barks − Les Misérables. Nędznicy

#### Najlepszy aktor w roli drugoplanowej
- Javier Bardem − Skyfall
  - Philip Seymour Hoffman − Mistrz
  - John Goodman − Lot
  - Robert De Niro − Poradnik pozytywnego myślenia
  - Tommy Lee Jones − Lincoln
  - Eddie Redmayne − Les Misérables. Nędznicy

#### Najlepsza reżyseria
- David O. Russell − Poradnik pozytywnego myślenia
  - Ben Lewin − Sesje
  - Kim Ki-duk − Pieta
  - Ben Affleck − Operacja Argo
  - Kathryn Bigelow − Wróg nr 1
  - Steven Spielberg − Lincoln

#### Najlepszy scenariusz oryginalny
- Wróg nr 1 – Mark Boal
  - Lot – John Gatins
  - Nietykalni – Olivier Nakache i Eric Toledano
  - Kochankowie z Księżyca – Wes Anderson i Roman Coppola
  - Mistrz – Paul Thomas Anderson
  - Pieta – Kim Ki-duk

#### Najlepszy scenariusz adaptowany
- Życie Pi – David Magee
  - Operacja Argo – Chris Terrio
  - Anna Karenina – Tom Stoppard
  - Poradnik pozytywnego myślenia – David O. Russell
  - Lincoln – Tony Kushner
  - Sesje – Ben Lewin

#### Najlepszy film zagraniczny
- Nietykalni
- Pieta
  - Wiedźma wojny
  - Kochanek królowej
  - Cezar musi umrzeć
  - Miłość
  - Za wzgórzami
  - Nasze dzieci
  - Wyprawa Kon-Tiki

#### Najlepszy film animowany lub produkcja wykorzystująca live action
- Strażnicy marzeń
  - Madagaskar 3
  - Merida waleczna
  - Epoka lodowcowa 4: Wędrówka kontynentów
  - Frankenweenie
  - Ralph Demolka

#### Najlepszy film dokumentalny
- Ścigając arktyczny lód
  - Marina Abramović: artystka obecna
  - The Central Park Five
  - The Pruitt-Igoe Myth
  - West of Memphis
  - The Gatekeepers
  - Sugar Man
  - Ai Weiwei: Never Sorry

#### Najlepsza muzyka
- Operacja Argo – Alexandre Desplat
  - Mistrz – Jonny Greenwood
  - Bestie z południowych krain – Dan Romer i Benh Zeitlin
  - Lincoln – John Williams
  - Skyfall – Thomas Newman
  - Anna Karenina – Dario Marianelli

#### Najlepsza piosenka
- Les Misérables. Nędznicy „Suddenly” – wyk. Hugh Jackman
  - Gangster – “Fire In The Blood/Snake Song”, wyk. Emmylou Harris
  -  Madagaskar 3 – „Love Always Comes as a Surprise”, wyk. Peter Asher
  - Skyfall – „Skyfall”, wyk. Adele
  - Paul Williams Still Alive – „Still Alive”, wyk. Paul Williams
  - Merida waleczna – „Learn Me right", wyk. Birdy i Mumford & Sons

#### Najlepsze zdjęcia
- Życie Pi – Claudio Miranda
  -  Lincoln – Janusz Kamiński
  -  Skyfall – Roger Deakins
  -  Anna Karenina – Seamus McGarvey
  -  Bestie z południowych krain – Ben Richardson
  -  Mistrz – Mihai Malaimare Jr.

#### Najlepszy montaż
- Poradnik pozytywnego myślenia – Crispin Struthers i Jay Cassidy
  - Lot – Jeremiah O’Driscoll
  - Sesje – Lisa Bromwell
  - Les Misérables. Nędznicy – Melanie Oliver i Chris Dickens
  - Atlas chmur – Alexander Berner
  - Wróg numer jeden – Dylan Tichenor i William Goldenberg

#### Najlepsza scenografia i dekoracja wnętrz
- Lincoln – Leslie McDonald, Rick Carter, Curt Beech, David Crank
  - Les Misérables. Nędznicy – Eve Stewart, Anna Lynch-Robinson
  - Mroczny rycerz powstaje – Kevin Kavanaugh, Naaman Marshall, James Hambidge, Nathan Crowley
  -  Anna Karenina – Sarah Greenwood, Niall Moroney, Thomas Brown, Tom Still, Nick Gottschalk
  -  Kochanek królowej – Niels Sejer
  -  Mistrz – Jack Fisk, David Crank

#### Najlepsze kostiumy
- Kochanek królowej – Manon Rasmussen
  -  Atlas chmur – Kym Barrett, Pierre-Yves Gayraud
  -  Anna Karenina – Jacqueline Durran
  -  Les Misérables. Nędznicy – Paco Delgado
  -  Żegnaj, królowo – Valérie Ranchoux, Christian Gasc
  -  Królewna Śnieżka i Łowca – Colleen Atwood

#### Najlepsze efekty specjalne
- Lot – Michael Lantieri, Kevin Baillie, Ryan Tudhope, Jim Gibbs
  - Prometeusz – Richard Stammers, Charley Henley i Martin Hill
  - Skyfall – Steve Begg, Arundi Asregadoo i Andrew Whitehurst
  - Mroczny rycerz powstaje – Chris Corbould  i Paul J. Franklin
  - Atlas chmur – Dan Glass, Geoffrey Hancock i Stephane Ceretti
  - Życie Pi – Bill Westenhofer i Guillaume Rocheron

#### Najlepszy dźwięk
- Les Misérables. Nędznicy – John Warhurst, Simon Hayes, Andy Nelson, Lee Walpole
  -  Lot – Randy Thom, Dennis S. Sands, Dennis Leonard, William B. Kaplan
  - Wyprawa Kon-Tiki – Tormod Ringnes, Baard H. Ingebretsen
  -  Prometeusz – Simon Hayes, Doug Hemphill, Mark P. Stoeckinger, Victor Ray Ennis, Ron Bartlett
  - Życie Pi – Eugene Gearty, Drew Kunin, Philip Stockton, Ron Bartlett
  - Królewna Śnieżka i Łowca – Chris Munro, Craig Henighan, Andy Nelson

### Produkcje telewizyjne

#### Najlepszy serial dramatyczny
- Homeland
  - Breaking Bad
  - Downton Abbey
  - Gra o tron
  - Justified: Bez przebaczenia
  - Nashville
  - Newsroom
  - Żona idealna

#### Najlepszy serial komediowy
- Teoria wielkiego podrywu
  - Biuro
  - Community
  - Dziewczyny
  - Happy Endings
  - Parks and Recreation
  - Do białego rana
  - Współczesna rodzina

#### Najlepszy miniserial lub film telewizyjny
- Hatfields & McCoys: Wojna klanów
  - Szkarłatny płatek i biały
  - Hemingway i Gellhorn
  - Luther
  - Sherlock
  - Wallander
  - Wojna i miłość
  - Zmiana w grze

#### Najlepszy serial gatunkowy
- Żywe trupy (ang. The Walking Dead)
  - American Horror Story
  - Arrow
  - Dawno, dawno temu
  - Grimm
  - Nie z tego świata
  - Revolution

#### Najlepsza aktorka w serialu dramatycznym
- Claire Danes – Homeland
  - Connie Britton – Nashville
  - Michele Dockery – Downton Abbey
  - Julianna Margulies – Żona idealna
  - Hayden Panettiere – Nashville
  - Chloë Sevigny – Hit & Miss

#### Najlepszy aktor w serialu dramatycznym
- Damian Lewis – Homeland
  - Bryan Cranston – Breaking Bad
  - Jeff Daniels – Newsroom
  - Jon Hamm – Mad Men
  - Jonny Lee Miller – Elementary
  - Timothy Olyphant – Justified: Bez przebaczenia

#### Najlepsza aktorka w serialu komediowym
- Kaley Cuoco – Teoria wielkiego podrywu
  - Christina Applegate – Do białego rana
  - Laura Dern – Iluminacja
  - Lena Dunham – Dziewczyny
  - Julia Louis-Dreyfus – Figurantka
  - Amy Poehler – Parks and Recreation

#### Najlepszy aktor w serialu komediowym
- Johnny Galecki – Teoria wielkiego podrywu
  - Will Arnett – Do białego rana
  - Louis C.K. – Louie
  - Don Cheadle – Kłamstwa na sprzedaż
  - Joel McHale – Community
  - Jim Parsons – Teoria wielkiego podrywu

#### Najlepsza aktorka w miniserialu lub filmie telewizyjnym
- Julianne Moore – Zmiana w grze
  - Gillian Anderson – Great Expectations
  - Romola Garai – Szkarłatny płatek i biały
  - Nicole Kidman – Hemingway i Gellhorn
  - Sienna Miller – Dziewczyna Hitchcocka
  - Sigourney Weaver – Political Animals

#### Najlepszy aktor w miniserialu lub filmie telewizyjnym
- Benedict Cumberbatch – Sherlock
  - Kenneth Branagh – Wallander
  - Kevin Costner – Hattfield & McCoys: Wojna klanów
  - Idris Elba – Luther
  - Woody Harrelson – Zmiana w grze
  - Clive Owen – Hemingway i Gellhorn

#### Najlepsza aktorka drugoplanowa w serialu, miniserialu lub filmie telewizyjnym
- Maggie Smith – Downton Abbey
  - Mayim Bialik – Teoria wielkiego podrywu
  - Christina Hendricks – Mad Men
  - Sarah Paulson – Zmiana w grze
  - Maya Rudolph – All The Night
  - Mare Winningham – Hattfield & McCoys: Wojna klanów

#### Najlepszy aktor drugoplanowy w serialu, miniserialu lub filmie telewizyjnym
- Neal McDonough – Justified: Bez przebaczenia
  - Powers Boothe – Nashville
  - Jim Carter – Downton Abbey
  - Peter Dinklage – Gra o tron
  - Giancarlo Esposito – Breaking Bad
  - Evan Peters – American Horror Story

### Nagrody okolicznościowe
- Nagroda humanitarna za film wydany na DVD − Bestie z południowych krain, Benh Zeitlin
- Najlepsza obsada filmowa − Les Misérables. Nędznicy
- Najlepsza obsada telewizyjna − Żywe trupy
- Najlepszy nowy talent − Quvenzhané Wallis (Bestie z południowych krain)